# بوصير مموج

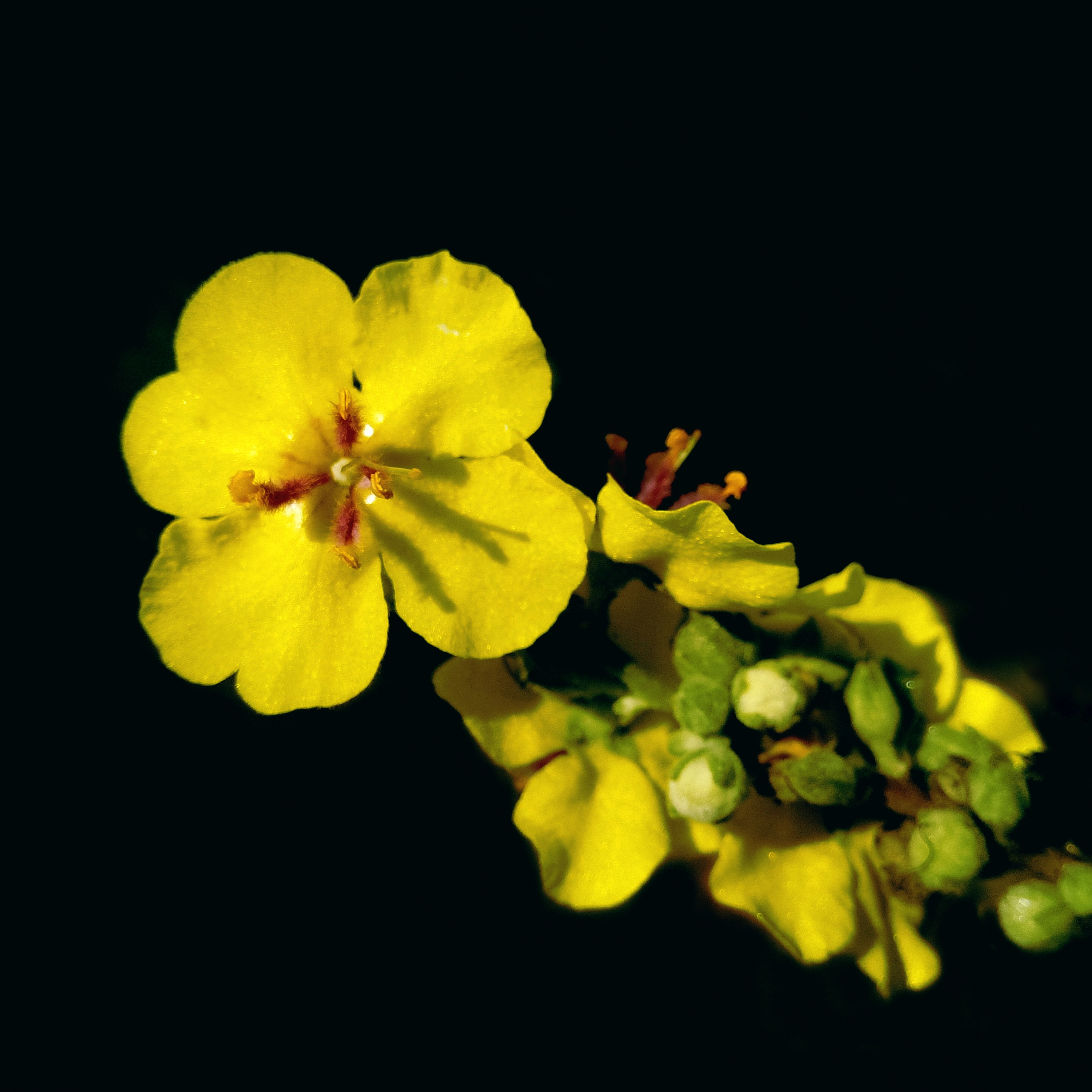
زهرة البوصير المموج

البوصير المموج  أو خرمة أو عورور أو مصلح النظر أو بوصير (باللاتينية: Verbascum sinuatum) نوع نباتي يتبع جنس البوصير من الفصيلة الغدبية.

## الموئل والانتشار
موطنه بلاد الشام (بما فيها الأقاليم السورية الشمالية) والمغرب العربي وتركيا وقبرص وأرمينيا وبعض مناطق جنوب أوروبا.

## الوصف النباتي

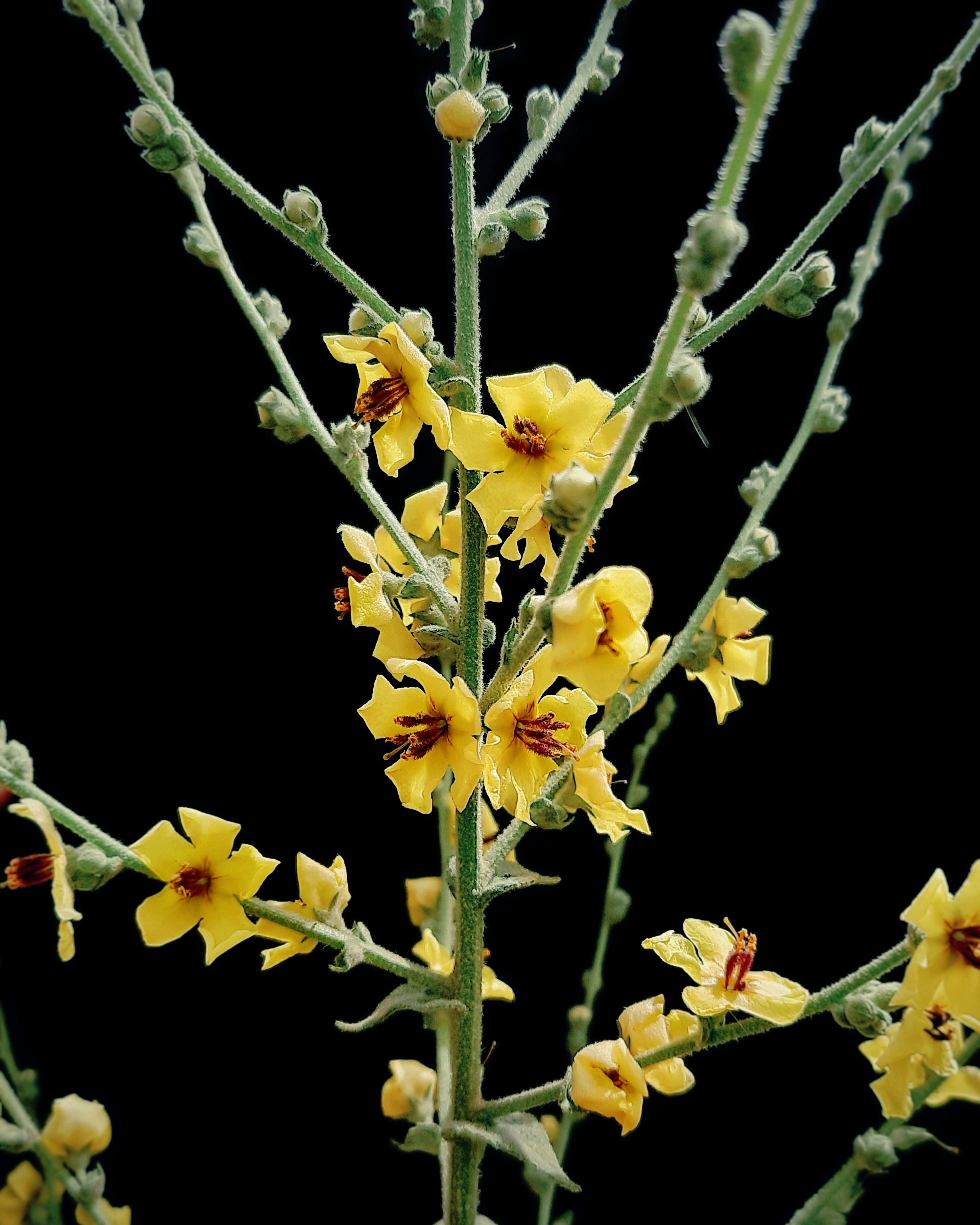

## مرادفات للاسم العلمي
- (باللاتينية: Celsia sinuata (L.) Colla)
- (باللاتينية: Lychnitis sinuata (L.) Fourr.)
- (باللاتينية: Thapsus sinuatum (L.) Raf.)